# 1976年夏季残疾人奥林匹克运动会加拿大代表团
1976年夏季残疾人奥林匹克运动会加拿大代表团是加拿大派出的1976年夏季残疾人奥林匹克运动会代表团。获得25枚金牌、26枚银牌和26枚铜牌。